# كايل كار (لاعب كرة قدم)
كايل كار (بالإنجليزية: Kyle Carr)‏ هو لاعب كرة قدم أمريكي في مركز الوسط، ولد في 21 يناير 1995 في إنديالانكتيك في الولايات المتحدة. لعب مع لنسيغ إيجنيت.

## وصلات خارجية
- كايل كار (لاعب كرة قدم) على موقع قاعدة بيانات كرة القدم.إي يو (الإنجليزية)
- كايل كار (لاعب كرة قدم) على موقع Soccerway.com (الإنجليزية)